# Nawsie Brzosteckie
Nawsie Brzosteckie – wieś sołecka w Polsce, położona w województwie podkarpackim, w powiecie dębickim, w gminie Brzostek.

## Integralne części wsi
| SIMC    | Nazwa    | Rodzaj    |
| ------- | -------- | --------- |
| 1042288 | Dąbrówka | część wsi |
| 1042294 | Okrągła  | część wsi |

## Nazwa
Nazwa wsi pochodzi od wyrazu nawsie, oznaczającego otoczony zagrodami plac położony w centrum wsi.

## Położenie
Nawsie Brzosteckie położone jest nad potokiem Słony, przy drodze powiatowej nr 1319R o relacji Brzostek–Kamienica Górna–Smarżowa. W najbliższej okolicy znajdują się miejscowości: Brzostek, Siedliska-Bogusz, Smarżowa, Wola Brzostecka, Opacionka.

## Historia

### Mały Brzostek
W średniowieczu, na terenie zajmowanym obecnie przez Nawsie Brzosteckie, znajdował się Mały Brzostek, własność wójta Stanisława z Saspolina – sąsiadował on od wschodu z należącym do opatów tynieckich Brzostkiem. 1 marca 1394 r. Władysław Jagiełło podniósł wieś do rangi miasta, co miało na celu pobudzenie konkurencji między Brzostkiem, a Małym Brzostkiem. Miejscowość nie występuje jednak w źródłach z XV wieku, staje się przedmieściem większego Brzostku.

### Nawsie Brzosteckie
Na przedmieściu Brzostku na przełomie XVII i XVIII w. benedyktyni tynieccy założyli Nawsie Brzosteckie. Osadzono tu chłopów pańszczyźnianych. W XIX wieku wieś zajmowała znacznie większy obszar niż obecnie, granicę stanowił potok Słony. Tereny wokół zabudowań folwarku (w 1931 r.) oraz przysiółek Okrągła (w latach 80. XX wieku) przyłączono jednak do Brzostku.

## Demografia
Ludność Nawsia Brzosteckiego w poszczególnych latach:

- 1885 – 755[13]
- 1997 – 1048[8]
- 2001 – 1104[14]
- 2002 – 867[15]
- 2003 – 861[16]
- 2004 – 852[17]
- 2005 – 857[18]
- 2006 – 855[19]
- 2007 – 855[20]
- 2008 – 857[21]
- 2009 – 853[22]
- 2010 – 850[23]
- 2011 – 850[24]
- 2012 – 830[25]
- 2013 – 831[26]
- 2014 – 826[27]
- 2015 – 837[28]
- 2016 – 842[29]
- 2017 – 847[30]
- 2018 – 845[31]
- 2019 – 835[32]
- 2020 – 831[33]
- 2021 – 830[34]

Liczba ludności Nawsia Brzosteckiego w latach 1885–2021:

## Edukacja
W miejscowości działa Szkoła Podstawowa im. T. Kościuszki, w której w 2001 r. oddano do użytku salę gimnastyczną.

## Religia
Nawsie Brzosteckie należy do parafii brzosteckiej, znajdującej się w dekanacie Brzostek, w diecezji rzeszowskiej.

## Bezpieczeństwo i zdrowie
W 1908 r. w Nawsiu Brzosteckim założono jednostkę Ochotniczej Straży Pożarnej. Służbę w miejscowości pełni dzielnicowy z Komisariatu Policji w Brzostku.

## Zabytki
W Nawsiu Brzosteckim znajdują się trzy zabytki wpisane do gminnej ewidencji:
- rekonstrukcja zniszczonej kapliczki z połowy XIX wieku
- kapliczka z pierwszej połowy XIX wieku, znajdująca się obok domu o numerze 53
- dom o numerze 47.

## Urodzeni w Nawsiu Brzosteckim
- Leopold Leszkiewicz – kapral Wojska Polskiego, kawaler Orderu Virtuti Militari[40].